# Kill Bill: Volumen 2
Kill Bill: volumen 2 es una película de acción y suspense estadounidense escrita y dirigida por Quentin Tarantino. Es la segunda de las dos películas que fueron lanzadas en cines aparte varios meses, la primera titulada Kill Bill: volumen 1. La película fue originalmente programada para un estreno único, pero con una duración de más de cuatro horas, finalmente siendo separada en dos volúmenes. Kill Bill: volumen 1 fue estrenada a finales de 2003, y Kill Bill: volumen 2 fue lanzada a inicios de 2004. La película está protagonizada por Uma Thurman, David Carradine, Vivica A. Fox, Lucy Liu, Michael Madsen, Sonny Chiba y Daryl Hannah.
Las dos películas siguen a un personaje inicialmente identificado como «La Novia», antiguo miembro de un grupo de asesinos y que busca vengarse de los que habían sido sus colegas por haber masacrado a los asistentes a su boda e intentaron matarla. La película a menudo se destaca por su estilo de dirección y su homenaje a los géneros cinematográficos como las películas de artes marciales hongkonesa, las películas de samuráis, spaghetti western, chicas pistoleras, y cine de violación y venganza.

## Argumento

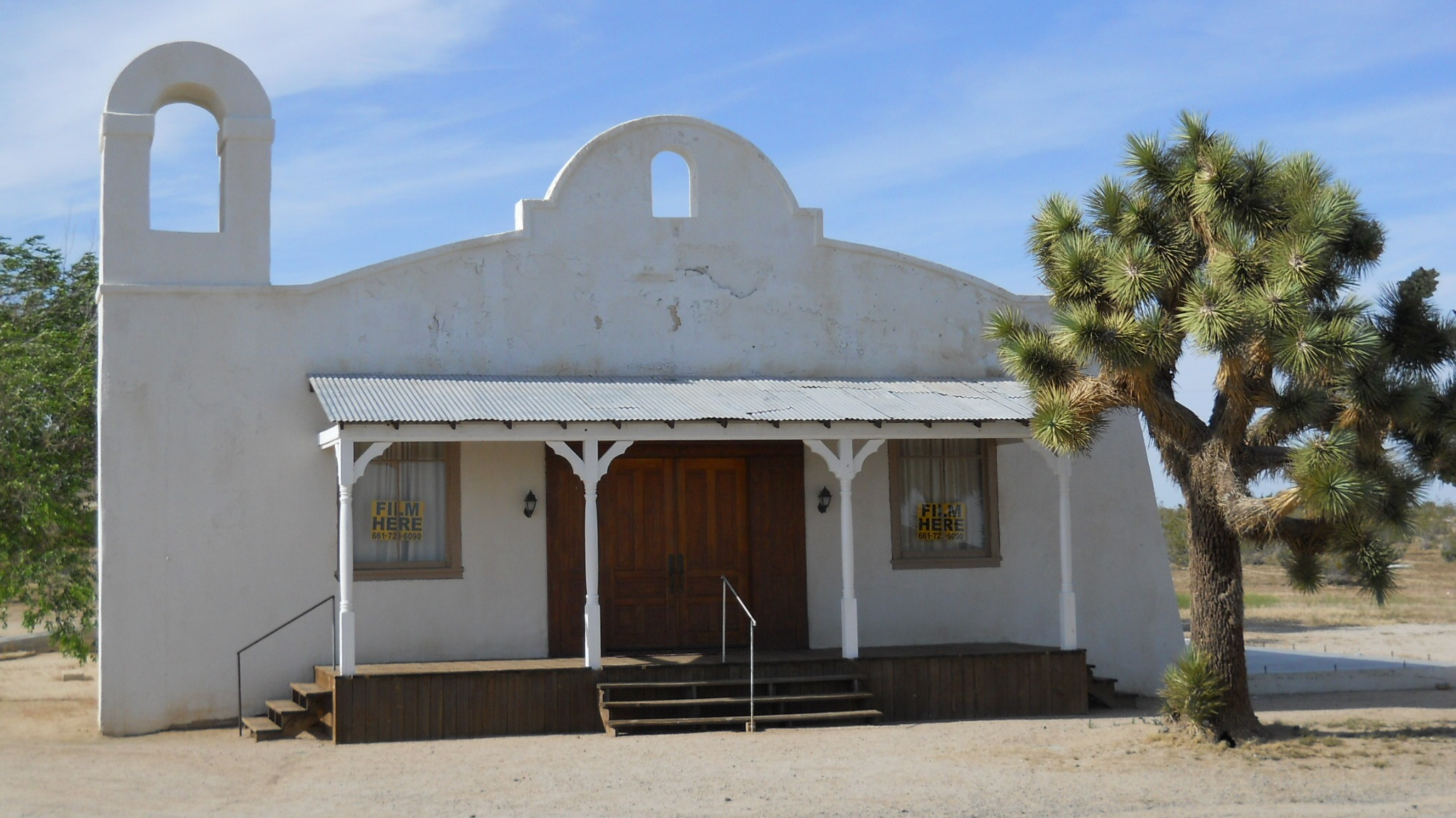
Uno de los escenarios de la película.

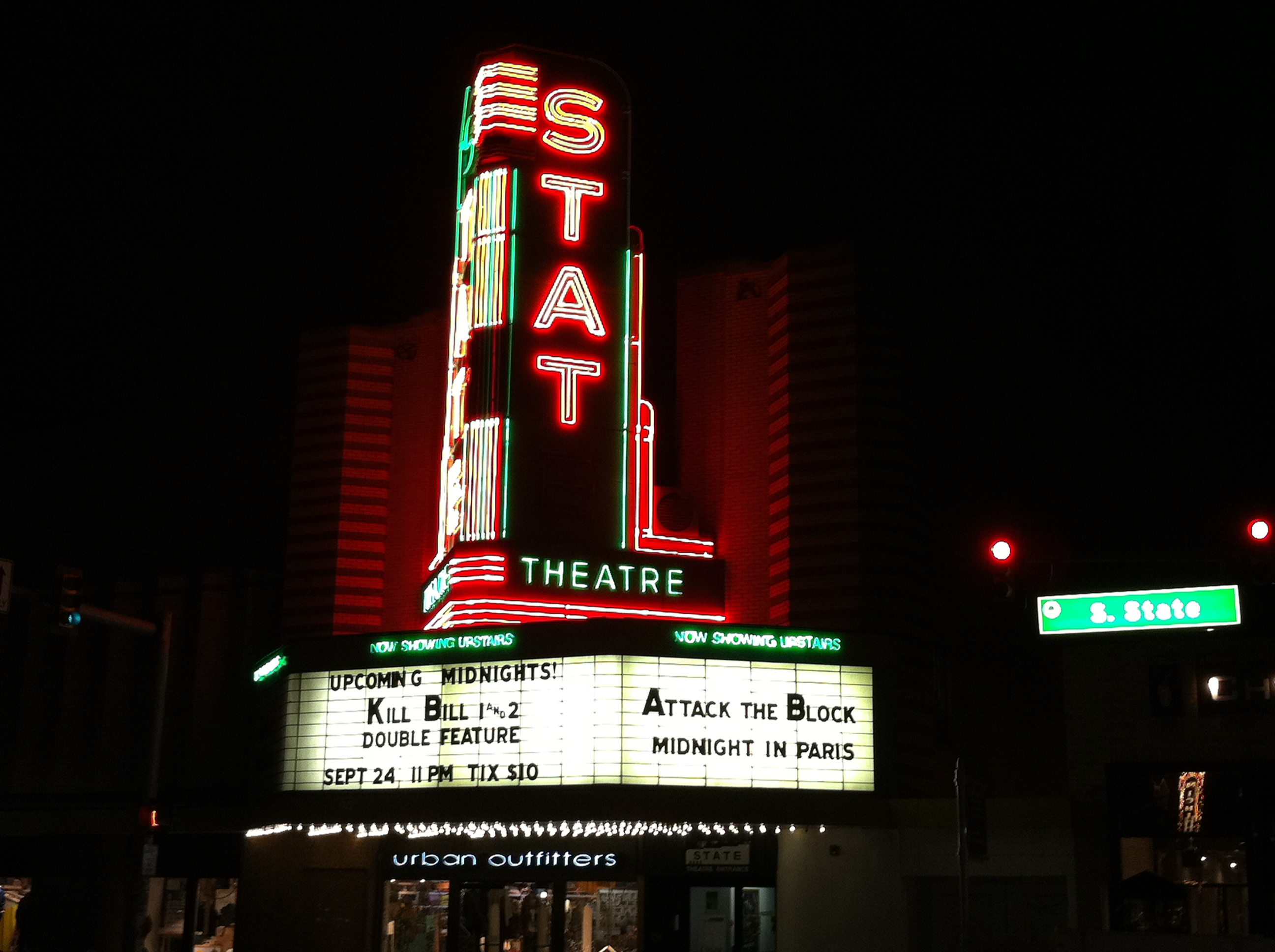
Doble función de Kill Bill vol. 1 y 2.

En un flashback, la Novia (Uma Thurman) - visiblemente embarazada - y su novio (Chris Nelson) ensayan su matrimonio. Bill (David Carradine), su antiguo novio y el líder del Escuadrón de Serpientes Asesinas, llega inesperadamente y le desea su bien, y revela que la Novia se ha retirado de su trabajo asesino y abandonó a Bill para entregarle una mejor vida a su hija nonata. Momentos después, los otros miembros del escuadrón asesino ―bajo las órdenes de Bill― llegan y acribillan el ensayo del matrimonio.
En el presente, Bill advierte a su hermano Budd (Michael Madsen), un ex Serpiente Asesina y ahora portero de un club nocturno, que sería el próximo objetivo. La Novia llega a su caravana e irrumpe a través de la puerta, esperando en tenderle una emboscada, pero Budd está esperándola, apoyándole en el pecho una escopeta de dos cañones y disparándole dos balazos de granos de sal. Debido a un sedante que Budd le inyecta, la Novia pierde el conocimiento. Budd llama a Elle Driver (Daryl Hannah), otra ex Serpiente Asesina, con la intención de vender la espada Hanzō de la Novia por un millón de dólares en efectivo. Él entonces sella a la Novia dentro de un ataúd y la entierra viva.
En un flashback muestra a Bill llevando a la Novia a un tutelaje dirigido por el legendario maestro de artes marciales Pai Mei (Gordon Liu). Finalmente, ella gana su respeto y aprende un número de técnicas, incluyendo el arte de perforar a través de gruesas tablas de maderas de pocos centímetros, y una técnica, no enseñada a nadie más, llamada los «cinco puntos y palmas que revienta el corazón» aplicada en los puntos de presión. Ella usa la vieja técnica para romper la madera del ataúd y sube hacia la superficie.
La Novia regresa al remolque de Budd, en el momento justo para presenciar la llegada de Elle, que venía a comprar la espada. Ella le entrega un maletín lleno de dinero a cambio del sable, pero cuando Budd lo abre para contarlo, descubre que entre los billetes había escondida una letal mamba negra (en alusión al nombre clave de la Novia en el escuadrón asesino), que le muerde la cara y lo mata. Luego Elle llama a Bill para comunicarle que la Novia había matado a su hermano, y que ella la había vencido, indicándole el lugar de descanso y revelando el verdadero nombre de la Novia: Beatrix Kiddo (hasta entonces todas las referencias a su nombre habían sido censuradas). Cuando Elle se disponía a irse, es embestida por Beatrix, iniciándose así una confrontación. En un momento del combate, Elle le revela que Pai Mei le había arrancado el ojo por haberlo llamado "viejo tonto y miserable", y que ella, en represalía, mató a Pai Mei envenenado su comida. La pelea continúa, y Beatrix le arranca a Elle el ojo restante y lo aplasta. Después se retira, dejando a Elle ciega y adolorida insultándola, y con la mamba negra aún rondando por la caravana.
Beatrix viaja a México para preguntar a un viejo caballero sobre el paradero de Bill. Esteban Vihaio (Michael Parks), que era tratante de mujeres y actualmente estaba retirado, fue una figura paterna para el joven Bill. Ella consigue la ubicación de Bill gracias a la ayuda de Esteban porque según este último, Bill así lo habría querido porque no tenía otra manera de volverla a ver.
Después de encontrar a Bill en un campo mexicano, Beatrix es sorprendida al encontrar viva y sana a su hija B.B. (Perla Haney-Jardine), de cuatro años de edad. Pasan la noche juntos, y después de que B.B. se va a dormir, Bill le dispara a Beatrix con un dardo que contiene un suero de la verdad y la interroga. En un flashback recuerda a la Novia descubriendo su embarazo mientras estaba en una misión asesina, y su decisión final fue hablar sobre su trabajo y dejar las Serpientes Asesinas. Ella se escapó sin decir nada a Bill con el fin de proteger a su hija y que naciera sin la mala influencia de este. Aunque Bill entiende, no se arrepiente por lo que hizo, y le explica que él es un asqueroso matón y que hay consecuencias cuando se le rompe el corazón. Ellos pelean, pero a pesar de que la Novia pierde su arma, inhabilita a Bill con la técnica fatal de puntos de presión de Pai Mei, que le enseñó en secreto. Bill, consciente de la técnica y de que pronto morirá, hace las paces con Beatrix, seis pasos y muere. Ella se va de la casa con su hija. A la mañana siguiente, B.B. mira dibujos animados en la televisión de una habitación de hotel, mientras que su madre llora de alegría en el baño. Finalmente, Beatrix acompaña a su hija. Sobre el final se lee "The lioness has rejoined her cub and all is right in the jungle" ("La leona ha vuelto con su cachorro y todo está bien en la selva").

## Elenco
- Uma Thurman como La Novia / Beatrix Kiddo (Black Mamba / Mamba Negra): exmiembro del escuadrón de las Serpientes Asesinas, que es descrita como «la mujer más letal del mundo». Ella es masacrada junto a otros invitados en su boda, y cae en coma. Cuando despierta luego de cuatro años, ella se embarca en una aventura sangrienta de venganza contra los perpetradores de la masacre.
- David Carradine como Bill (Snake Charmer / Encantador de Serpientes), quien nunca se ve ―excepto sus manos―, aunque se oye su voz: es el exlíder del escuadrón de Serpientes Asesinas. También es el antiguo amante de La Novia, y el padre de su hija. Él es el objetivo final y epónimo de la venganza de La Novia.Solo aparece su imagen al final del segundo volumen.
- Michael Madsen como Budd (Sidewinder / Crótalo Cornudo): Hermano de Bill y exmiembro del Escuadrón de las Serpientes Asesinas, renunció a su pasado como asesino al guardar su katana hecha por Hattori Hanzo. Tras eso, se convirtió en el matón de un night-club en Arizona.
- Daryl Hannah como Elle Driver (California Mountain Snake / Crótalo de California): La amante de Bill y principal némesis de la Novia, tras la supuesta muerte de esta, sustituyó a la Novia como amante de Bill, y parece guardar bastante resentimiento hacia su excamarada.
- Samuel L. Jackson como Rufus, el organista que tocaría en la malograda boda de Beatrix y Tommy.
- Gordon Liu como Pai Mei, un maestro de artes marciales inmensamente poderoso y extremadamente viejo. Bill, Beatrix y Elle estuvieron bajo su tutela.
- Stephanie L. Moore, Shana Stein, y Caitlin Keats como Jolene, Erica, y Janeen, las mejores amigas de Beatrix, que fueron asesinadas en el ensayo de la boda.
- Bo Svenson como el reverendo Harmony, el ministro que estuvo celebrando en la boda de Beatrix y Tommy.
- Jeannie Epper como la señora Harmony, la esposa del reverendo Harmony.
- Laura Cayouette como Rocket, empleada del club de estrípers, que le ordena a Budd que limpie el baño inundado de excremento.
- Chris Nelson como Tommy Plympton, el novio de Beatrix, que es asesinado en la masacre de la boda
- Perla Haney-Jardine como Bibi, la hija de Beatrix y Bill. Ella es criada por su padre mientras su madre está en coma.
- Helen Kim como Karen, una asesina enviada por Lisa Wong para matar a Beatrix. Su ataque se produjo momentos después de que Beatriz se entera de que está embarazada.
- Larry Bishop como Larry Gomez, el abusivo gerente del club de estrípers en donde Budd trabaja.
- Sid Haig como Jay, un empleado en el club de estrípers donde Budd trabaja.
- Michael Parks como Esteban Vihaio, un proxeneta golpeador de mujeres expatriado en México. Fue la primera de las figuras paternas de Bill. Beatrix va con él para preguntar el paradero de Bill.
- Lucy Liu como O-Ren Ishii (Cottonmouth / Boca de Algodón): Exmiembro del Escuadrón de las Serpientes Asesinas. Más tarde se convierte en «la Reina del inframundo de Tokio». Es la primera de los objetivos de venganza de la Novia.
- Vivica A. Fox como Vernita Green (Copperhead / Cabeza de Cobre): exmiembro del Escuadrón de las Serpientes Asesinas, tras la disolución del grupo, Vernita se mudó a Pasadena (en California) donde cambió de identidad y formó una familia, renunciando a su pasado como asesina. Es la única del escuadrón que realmente se arrepintió de haber intentado matar a la Novia.
- Julie Dreyfus como Sofie Fatale: Abogada y principal consejera de O-Ren Ishii, es otra de las protegidas de Bill, y estuvo presente en la boda de la Novia.
- Sonny Chiba como Hattori Hanzo, un artesano fabricante de katanas japonés, reside en Okinawa (Japón). Tiene una afamada reputación cómo el mejor maestro fabricante de katanas de todo el mundo. Aunque juró no volver a realizar ninguna otra espada, renunció a su promesa al fabricarle una personalmente a la Novia. Parece tener un pasado turbulento con Bill.
- Lawrence Bender (1957-), como recepcionista del hotel (no aparece en los créditos de la película).

## Recepción crítica
Kill Bill: Volumen 2 recibió reseñas positivas de los críticos de cine, muchos elogiando su dirección y diciendo que Tarantino ha madurado como cineasta. Para Volumen 2, Rotten Tomatoes entregó a la película una calificación de 85 % basada en reseñas de 227 críticas, e informa un promedio de 7.7 sobre de 10, con un consenso final: «Con más diálogos y menos acción que Volumen 1, Kill Bill: Volumen 2, no obstante, ofrece un buen resultado para aquellos que esperan una conclusión satisfactoria para este doble pieza». En Metacritic recibió una calificación promedio de 83 sobre 100, basada en 42 reseñas.
Roger Ebert celebró las películas, diciendo: «Pon las dos películas juntas, y Tarantino ha hecho una saga maestra que celebra los géneros de artes marciales mientras lo captas, lo amas y lo pones en trascendencia... Todo esto es una película, y ahora que lo vemos todo, es mayor que sus dos partes». En 2009, colocó la película en su lista de las veinte mejores películas de la década.
El historiador cultural Maud Lavin argumenta que la personificación de la Novia con una venganza asesina da un golpecito en las fantasías personales de los espectadores para cometer violencia. Para la audiencia, particularmente espectadoras, estos personajes femeninos excesivamente agresivas proporciona un sitio complejo para la identificación con la propia agresión de uno.

## Premios
Uma Thurman recibió una nominación al Globo de Oro como mejor actriz en una película dramática, en 2005 por su papel. David Carradine también recibió una nominación como mejor actor de reparto ese mismo año. Kill Bill: Volumen 2 fue colocada en la lista de Empire de las «500 grandes películas de todos los tiempos» en el número 423 y la Novia fue posicionada en el número 66 en los «100 grandes personajes de películas» de la revista Empire.
| Premios                                 | Premios                               | Premios                      | Premios   |
| Premio                                  | Categoría                             | Receptor                     | Resultado |
| --------------------------------------- | ------------------------------------- | ---------------------------- | --------- |
| Premios Empire de 2005                  |                                       |                              |           |
| Mejor película                          | Kill Bill: Vol. 2                     | Nominada                     |           |
| Mejor actriz                            | Uma Thurman                           | Nominada                     |           |
| Mejor director                          | Quentin Tarantino                     | Nominado                     |           |
| Premio Sony Ericsson al mejor escenario | Secuencia de "La Novia" contra "Elle" | Nominado                     |           |
| Anexo:Premios Globo de Oro de 2004      | Mejor película dramática              | Uma Thurman                  | Nominada  |
| Anexo:Premios Globo de Oro de 2004      | Mejor actor de reparto                | David Carradine              | Nominado  |
| Premios MTV Movie de 2005               | Mejor película                        | Kill Bill: Vol. 2            | Nominada  |
| Premios MTV Movie de 2005               | Mejor interpretación femenina         | Uma Thurman                  | Nominada  |
| Premios MTV Movie de 2005               | Mejor pelea                           | Uma Thurman vs. Daryl Hannah | Ganadora  |
| Premios Satellite de 2004               |                                       |                              |           |
| Mejor película dramática                | Kill Bill: Vol. 2                     | Nominada                     |           |
| Mejor actriz dramática                  | Uma Thurman                           | Nominada                     |           |
| Mejor actor de reparto dramático        | David Carradine                       | Nominado                     |           |
| Mejor actriz de reparto dramática       | Daryl Hannah                          | Nominada                     |           |
| Premios Saturn de 2004                  |                                       |                              |           |
| Mejor película de acción o aventura     | Kill Bill: Vol. 2                     | Ganador                      |           |
| Mejor actriz                            | Uma Thurman                           | Nominada                     |           |
| Mejor actor de reparto                  | David Carradine                       | Ganador                      |           |
| Mejor actriz de reparto                 | Daryl Hannah                          | Ganadora                     |           |
| Mejor actriz o actor joven              | Perla Haney-Jardine                   | Nominado                     |           |
| Mejor director                          | Quentin Tarantino                     | Nominado                     |           |
| Mejor guion                             | Quentin Tarantino                     | Nominado                     |           |

## Secuela
A partir de 2004, Quentin Tarantino y otros miembros de su equipo han hablado sobre la posibilidad de una tercera película de Kill Bill, sin que por el momento se haya concretado nada. En julio de 2023, Tarantino descartó completamente la posibilidad de hacer Kill Bill 3, ya que se retirará como director con el estreno de su última película, 《The Movie Critic》.